# Stan Miasek
Stan Miasek (ur. 8 sierpnia 1924, zm. 18 października 1989) – amerykański koszykarz, skrzydłowy, zaliczany do składów najlepszych zawodników BAA.

## Osiągnięcia
BAA/NBA
- Wybrany do:
  - I składu BAA (1947)[1]
  - II składu BAA (1948)[1]